# Alfredo d'Escragnolle Taunay
Alfredo Maria Adriano d'Escragnolle Taunay, primeiro e único Visconde de Taunay, (Rio de Janeiro, 22 de fevereiro de 1843 – 25 de janeiro de 1899) foi um nobre, escritor, músico,  professor, engenheiro militar, político, historiador e sociólogo brasileiro.
Foi um dos fundadores da Academia Brasileira de Letras (ABL), ocupando a Cadeira n.° 13. Também é o patrono da Cadeira n.° 17 da Academia Brasileira de Música (ABM).

## Biografia

### Família e educação
Alfredo Taunay nasceu no Rio de Janeiro, em uma família aristocrática de origem francesa e inglesa. Seu pai, Félix Émile Taunay, 2º barão de Taunay, era pintor, professor e diretor da Academia Imperial de Belas Artes, e seu avô paterno, 1º barão de Taunay, foi o também conceituado pintor Nicolas-Antoine Taunay, membro da Missão Artística Francesa. Sua mãe, Gabrielle Herminie de Robert d'Escragnolle, era irmã do barão d'Escragnolle, filha de Alexandre-Louis-Marie de Robert, conde d'Escragnolle, sobrinha do visconde de Beaurepaire-Rohan e neta de Jacques Antoine Marc, conde de Beaurepaire.
Após obter seu bacharelado em literatura no Colégio Pedro II em 1858, aos quinze anos de idade, Taunay estudou física e matemática na Escola Militar de Aplicação, da qual se originaram a Escola Militar da Praia Vermelha (atual Academia Militar de Agulhas Negras), a Escola Técnica do Exército (atual Instituto Militar de Engenharia) e a Escola Central Politécnica (atual Escola Politécnica da Universidade Federal do Rio de Janeiro), tornando-se bacharel em Matemática e Ciências Naturais em 1863.
Casou-se com Cristina Teixeira Leite, filha do barão de Vassouras, neta do primeiro barão de Itambé e sobrinha-neta do barão de Aiuruoca. Seu filho foi o historiador Afonso d'Escragnolle Taunay, membro da Academia Brasileira de Letras.

### Guerra do Paraguai e carreira política

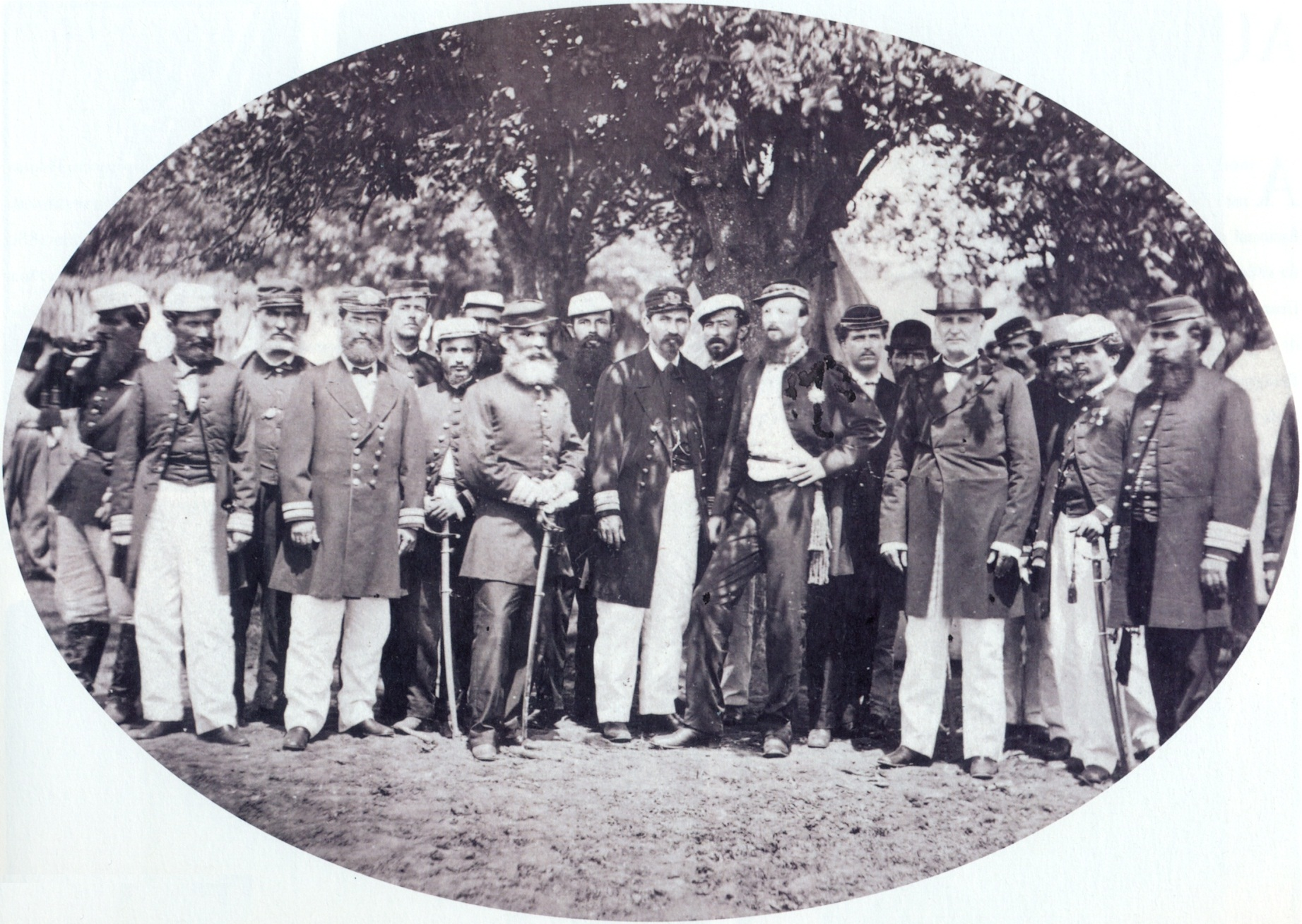
O Conde d'Eu (com a mão na cintura no centro a direita) e à sua esquerda, José Paranhos, futuro visconde do Rio Branco, e entre ambos, o visconde de Taunay, cercados por oficiais brasileiros durante a Guerra do Paraguai.

Taunay lutou na Guerra do Paraguai como engenheiro militar, de 1864 a 1870. Desta experiência surgiu seu livro La Retraite de Laguna, de 1871. Após seu retorno ao Rio de Janeiro, Taunay lecionou na Escola Militar e iniciou simultaneamente sua carreira como político do Segundo Império. Atingiu o posto de major em 1875. Foi eleito para a Câmara dos Deputados pela província de Goiás em 1872, cargo para o qual seria reeleito três anos mais tarde.
No dia 26 de abril de 1876, foi nomeado presidente da província de Santa Catarina. Assumiu o cargo de 7 de junho de 1876 a 2 de janeiro de 1877, quando o passou ao vice-presidente Hermínio Francisco do Espírito Santo, que presidiu a província por apenas um dia. Em 1 de janeiro de 1877, durante seu mandato como presidente, ele havia inaugurado, no Largo do Palácio, atual Praça Quinze de Novembro, o monumento aos heróis catarinenses da Guerra do Paraguai.

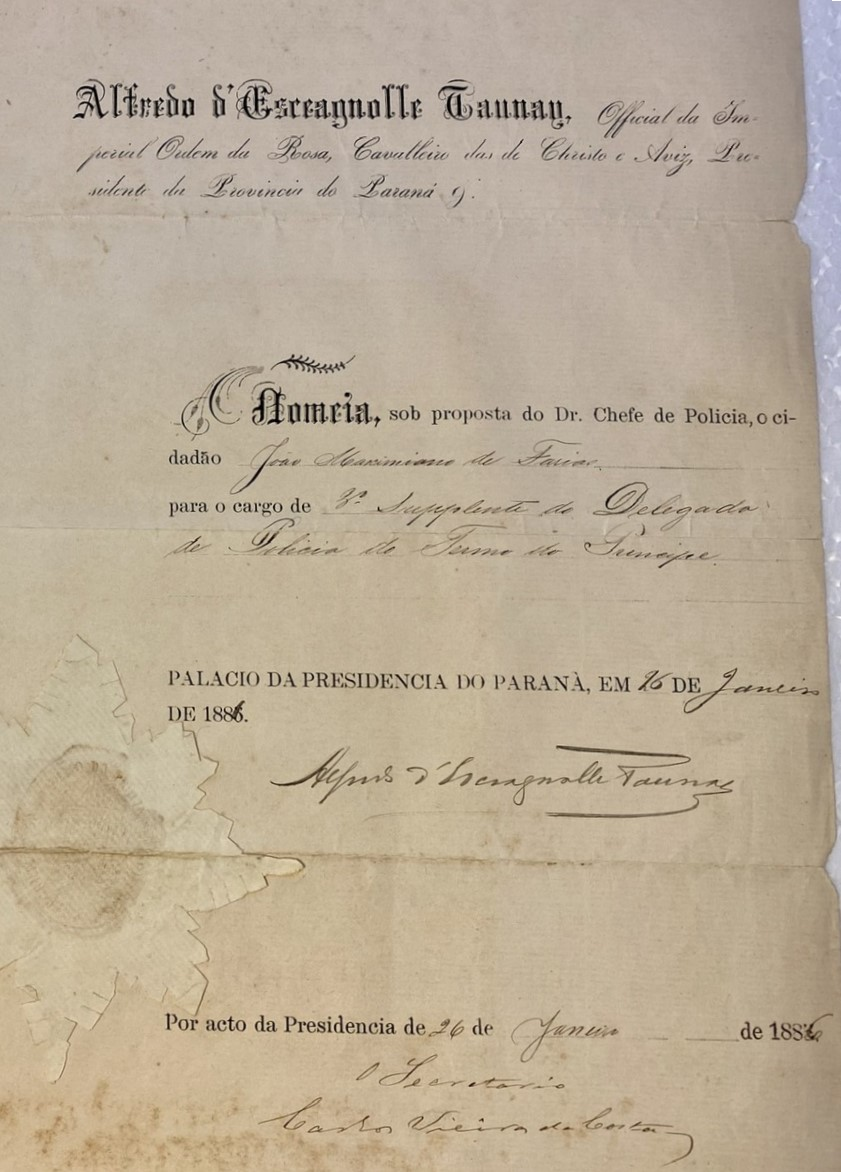
Ato administrativo de Taunay como presidente provincial do Paraná, em 1886.

Inconformado com a queda do Partido Conservador, Taunay retirou-se da vida política em 1878, deixando o país para estudar, durante dois anos, na Europa. Em 1881 foi eleito deputado pela província de Santa Catarina e, em 1885, nomeado presidente da província do Paraná. Em Curitiba, foi um dos responsáveis pela criação do primeiro parque da cidade, o Passeio Público, inaugurado em 2 de maio de 1886 (véspera do dia da entrega do cargo). Exerceu tal cargo até 3 de maio de 1886. Neste ano, torna-se senador por Santa Catarina, tendo sido escolhido de uma lista tríplice pelo Imperador em 6 de setembro de 1886, sucedendo Jesuíno Lamego da Costa.
Enquanto senador, integrou, em maio de 1888, a comissão nomeada para analisar o projeto de lei vindo da Câmara que aboliria a escravidão do Brasil.
Recebeu o título nobiliárquico de visconde de Taunay de D. Pedro II em 6 de setembro de 1889. Com a proclamação da República naquele mesmo ano, Taunay deixou a política para sempre.

### Carreira literária e artística
Crítico das influências da literatura francesa, Taunay buscava promover a arte brasileira no exterior. No dia 21 de agosto de 1883 propõe à câmara dos deputados a autorização de uma soma para a realização de uma sinfonia por Leopoldo Miguez em Paris, nos Concerts-Collone. Anteriormente fora responsável pela promoção de Carlos Gomes no exterior.
Taunay foi um autor prolífico, produzindo ficção, sociologia, música (compondo e tocando) e história. Na ficção, a obra Inocência é considerada pelos críticos como seu melhor livro. Faleceu diabético no dia 25 de janeiro de 1899.
Foi oficial da Imperial Ordem da Rosa e cavaleiro das imperiais ordens de São Bento de Avis e de Cristo.
Foi um dos fundadores da Academia Brasileira de Letras, criou a Cadeira n.° 13, que tem como patrono Francisco Otaviano.

## Obras
- Cenas de viagem: Exploração entre os rios Taquary e Aquidauana no distrito: de Miranda : memoria descritiva, 1868
- A Campanha da Cordilheira[11]
- La Retraite de Laguna, 1871 (em francês, traduzido como "A retirada da Laguna"[12], 1874, por Salvador de Mendonça)
- Inocência, romance, 1872 (em português, traduzido em diversas línguas)
- Lágrimas do Coração. Manuscrito de uma Mulher, romance, 1873
- Histórias brasileiras, 1874
- Ouro sobre Azul, romance, 1875
- Narrativas Militares, 1878
- Estudos críticos, 2 vols., 1881 e 1883
- Amélia Smith, drama, 1886
- No Declínio, romance, 1889
- Ao Entardecer, 1901
- O Encilhamento: cenas contemporâneas da Bolsa do Rio de Janeiro em 1890, 1891 e 1892[13], romance, 1ª edição 1893
- Reminiscências, memórias, 1908 (póstumo)

## Inocência

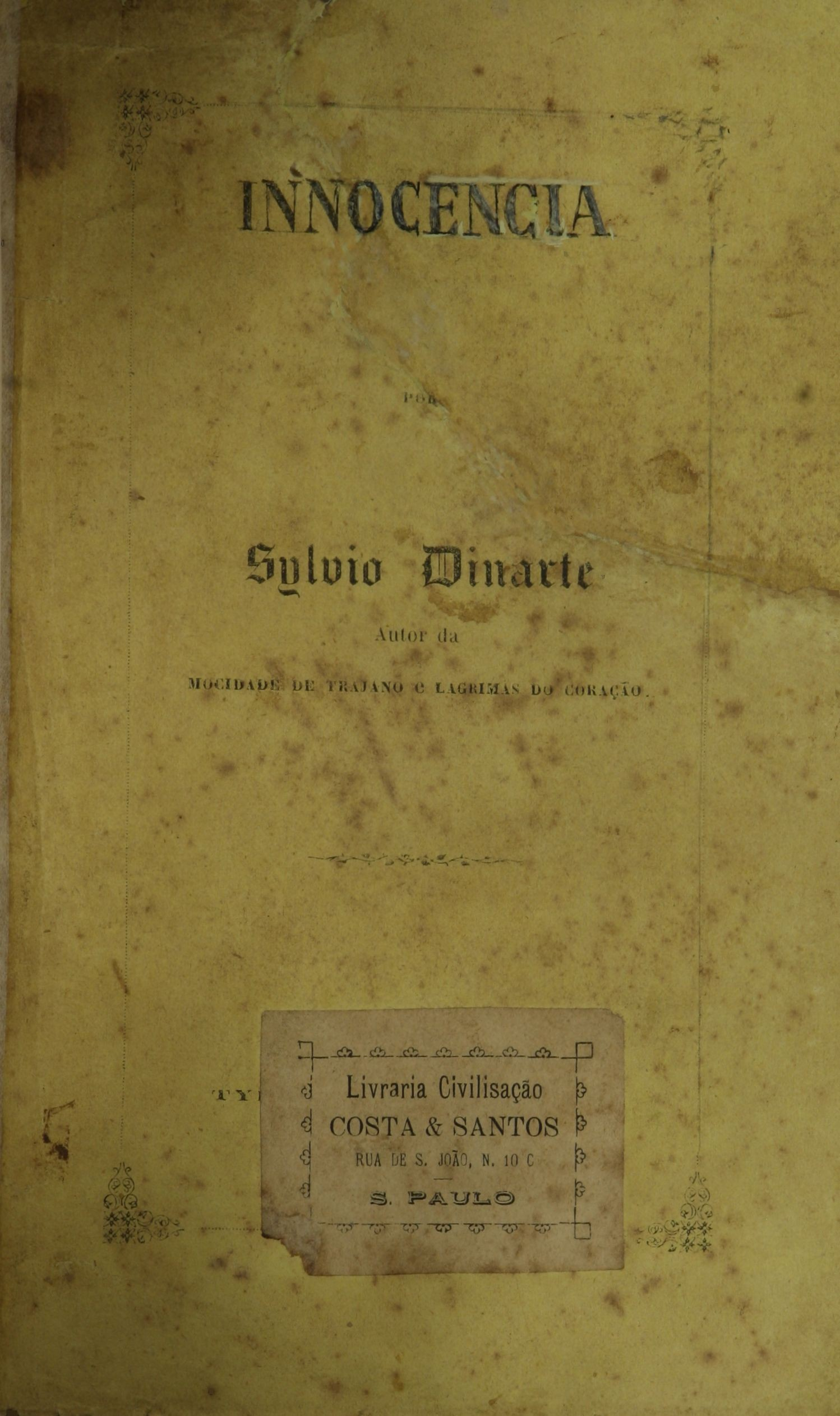
Capa da primeira edição de Inocência, publicado em 1872 sob o pseudônimo de "Sylvio Dinarte".

Romance de maior expressão da carreira do autor, a obra Inocência cativa o leitor logo nos primeiros capítulos. A narrativa possui suas dualidades. Por um lado é suave, proporciona uma sensação curiosa. Uma ponta de curiosidade que se instala na cabeça do leitor que estará sempre indagando qual será o final daquela situação em que os protagonistas se encontram. Por outro lado, o começo da obra é composto por um capítulo no qual o autor descreve o espaço onde a narrativa será encontrada. Em tal, encontra-se certa oposição à suavidade tão presente na história de Inocência e Cirino. Os vocábulos encontrados nesse trecho são típicos da região de Santana do Paranaíba.

## Recepção crítica

### Geral
Para compreender o espaço que Taunay tem no campo literário, foram encontradas críticas favoráveis ou não às suas produções e a ele em específico. Em uma época na qual o esforço de imaginação era visto como algo negativo, pois indicava que o escritor não presenciou o que escreve e, de seu gabinete, descreve uma realidade que não conhece verdadeiramente, Taunay era louvado por escrever com estilo natural, já que suas narrativas baseavam-se em suas experiências no exército e em suas viagens pelo território do país. O que José Veríssimo, importante crítico literário do fim do século XIX e início do século XX, ressalta, no entanto, é que tal propriedade narrativa não se repetiria na obra do autor, que apesar de vasta e considerável, não é comparável a obra prima que foi Inocência.
“O visconde de Taunay (Sylvio Dinarte) é uma das grandes figuras do Brazil. Vindo de uma familia nobre francesa, elle recebeu uma educação esthetica brilhante. Depois de ter servido como official na guerra do Paraguay, na qual elle se distinguiu por sua coragem, elle escreveu, em francez, A retirada da Laguna, episodio vibrante de bravura, no qual um punhado de heróes se bate com inimigos dez vezes superiores em numero, enquanto a peste os dizima. É um relato epico que conjuga a beleza do estylo com uma boa composição. Seus romances e novelas, e entre elles Innocencia, foram traduzidos para varias lingoas. Innocencia é um idylio campestre suave, ingenuo, pitoresco, charmoso. A mocidade de Trajano, Ouro sobre azul, Lagrimas do coração são novelas graciosas. Ceos e terras do Brazil (Sites et Terres), um dos livros mais modernos de Sylvio Dinarte, é admiravel pela eloquencia do pensamento e pela sedução da fórma, que se apropria das descripções das scenas magestosas da flora nacional e americana. Esta ultima obra rendeu a seu author os elogios os mais lisonjeiros.” (Retirado do Periódico “La Revue des Revues”, publicado em 1897)
Taunay era reconhecido e elogiado não só no Brasil. Somam-se a essas críticas diversos comentários feitos juntos ao anúncio de algumas de suas obras (na grande maioria Inocência) nos jornais brasileiros, franceses e ingleses, além de catálogos de algumas livrarias nacionais.
Com isso, percebe-se que Taunay circulava bastante, inclusive em folhetins a partir de seus livros, e era bem acolhido pela crítica do século XIX.

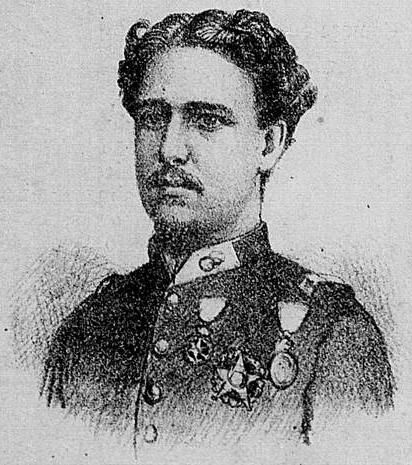
Alfredo d'Escragnolle Taunay.

A crítica literária moderna, presentada aqui pelos autores Massaud Moisés, Alfredo Bosi, Antônio Amora e Antônio Cândido, elogia como no século XIX:
“Nada há que supere Inocência em simplicidade e bom gosto” (BOSI, 1994, p. 145)

“A popularidade do livro talvez se deva à autenticidade do caráter sentimental e sensível da heroína, pivô de um tocante drama amoroso em maio à uma natureza luxuriante descrita com vida e certa objetividade.” (MOISÉS, 2001; p. 413)
Estudes crescentes sobre Taunay concentram-se nas universidades paulistas UNICAMP e UNESP, assim como trabalhos podem ser encontrados nos estados do Centro-Oeste brasileiro, Minas Gerais e Rio Grande do Norte.
A doutora em Teoria Literária pela UNICAMP e professora da Faculdade de Ciências e Letras da UNESP de Assis, Maria Lídia Lichtscheidl Maretti, resgata em seu livro um pouco da história de Taunay, usando como definição algo que Verríssimo diz do autor: Taunay era um polígrafo. 

### Inocência
A obra-prima de Taunay reunia tudo que se apreciava no século XIX: bom enredo, verossimilhança, uma dose de moral e descrição através de real observação. Tais valores eram reconhecidos dentro e fora do Brasil, tanto que, segundo várias fontes da época, Inocência foi o romance brasileiro mais vezes traduzido, perdendo, em literatura da língua portuguesa, apenas para Os Lusíadas, de Camões.
Inocência foi traduzida nos idiomas:
1. Inglês: 1889
2. Italiano: 1893
3. Dinamarquês: 1894
4. Francês: 1895
5. Sueco: 1896
6. Japonês: 1897
7. Alemão: 1901
8. Espanhol: 1906
9. Flamengo: 1912
10. Croata: 1925
11. Polonês: -

O sucesso de Inocência foi logo reconhecido, tanto que, em vida, seu autor viu serem produzidas quatro edições do romance em pouco mais de vinte e cinco anos. Inocência circulou tanto em formato de livro como em folhetins. 